# 約翰·A·賴斯 (音樂學家)
約翰·A·賴斯（英語：John A. Rice，1956年—）是一名美國音樂學家，在1987年取得加州大學柏克萊分校博士學位。他曾在華盛頓大學、科爾比學院、休士頓大學、德克薩斯大學奧斯汀分校、匹茲堡大學和密西根大學教授音樂史，並得過德國洪堡基金會、國家科學人文基金會及美國哲學會的資助。
賴斯是薩爾茨堡莫札特研究學院的成員，也是美國莫札特協會的前主席。

## 著作
- 《W·A·莫扎特：狄托的仁慈》 Cambridge : Cambridge Univ. Press (1991)
- 《安東尼奧·薩列里和維也納歌劇》 Chicago [u.a.] : Univ. of Chicago Press (1998)
- 《瑪麗亞·特蕾莎女王和維也納宮廷的音樂》 1792 - 1807 Cambridge : Cambridge Univ. Press (2003)
- 《舍瑙的夜神殿，18世紀末維也納花園中的建築、音樂和戲劇》 Philadelphia, PA ; American Philosophical Society (2006)
- 《舞台上的莫札特》 Cambridge Univ. Press (2009).
- (ed.) 《歐文·戈特的瑪麗安娜·馬丁斯（英语：Marianna Martines）莫札特與海頓的維也納中的女作曲家》 Rochester: University of Rochester Press (2010)
- 《18世紀的音樂》 New York: Norton (2012), with accompanying anthology ("Western Music in Context")

## 榮譽
賴斯的《安東尼奧·薩列里和維也納歌劇》一書獲得了美國音樂協會頒發的金克爾迪獎（Kinkeldey Award）。